# Darren Kent
Darren Paul Kent (* 30. März 1987 in Essex, England; † 11. August 2023 im Vereinigten Königreich) war ein britischer Schauspieler. Einige Quellen geben als Geburtsjahr das Jahr 1984 an.

## Leben und Karriere
Kent wuchs in der Grafschaft Essex in England auf. Er besuchte die Schauspielschule Italia Conti in Woking, an der er 2007 seinen Abschluss machte.
Eine erste Rolle vor der Kamera hatte er bereits 2004 in der britischen Fernsehserie Shameless. Einem breiten Publikum wurde er jedoch 2014 bekannt, als er in einer Folge von Game of Thrones einen Ziegenhirten in der „Sklavenbucht“ spielte. Es folgten weitere Rollen in Fernsehserien wie The Frankenstein Chronicles, Blood Drive, der Miniserie Les Misérables, EastEnders, Happy Hours und Malpractice.
Er war auch in Filmen wie Mirrors an der Seite von Kiefer Sutherland, Snow White and the Huntsman, The Little Stranger, Jeepers Creepers: Reborn, als wiederbelebte Leiche in Dungeons & Dragons: Ehre unter Dieben und in Love Without Walls zu sehen.
Im Jahr 2012 gewann er für seine Darstellung des Danny im Kurzfilm Sunny Boy den Van D’or Award als „Bester Darsteller“; im Film spielte er einen Jungen, der aufgrund seiner Hauterkrankung die Sonne meiden muss. Beim London International Monthly Film Festival gewann er im Jahr 2022 den January Award in den Kategorien „Best Directing“ und „Best Short Film“ für You Know Me. Er trat auch in zahlreichen Independent-Filmen auf, schrieb Drehbücher und produzierte selbst Filme, bei denen er zum Teil Regie führte.
Abseits des Rampenlichts unterstützte er behinderte und andere benachteiligte Menschen als Schirmherr von „Equal People Performing Arts“. Diese Rolle wurde ihm 2018 von Penni Bubb übertragen, Gründerin der Mushroom Theatre Company. Im deutschen Sprachraum wurde Kent unter anderem von Dirk Petrick und Michael Wiesner synchronisiert.
Kent hatte zeitlebens mit diversen Krankheiten zu kämpfen: so litt er an Osteoporose, Arthritis und an einer seltenen Hautkrankheit. Er starb im Alter von 36 Jahren im Beisein seiner Eltern und eines guten Freundes.

## Filmografie (Auswahl)

### Film
- 2007: Spare Parts[3]
- 2008: Mirrors
- 2011: The Incident
- 2011: Sunny Boy (Kurzfilm)
- 2012: Snow White and the Huntsman
- 2012: Community
- 2014: Twitcher (Kurzfilm)
- 2014: C.O.O.L.I.O Time Travel Gangster
- 2014: 1-0-8-0 (Kurzfilm)
- 2015: Infected (Kurzfilm)
- 2015: The Outer Darkness (Kurzfilm)
- 2015: Boris in the Forest (Kurzfilm)
- 2015: Abusing Protocol
- 2016: My Feral Heart
- 2017: Catford Jesus (Kurzfilm)
- 2018: The Little Stranger
- 2019: In Two Minds (Kurzfilm)
- 2020: Lockdown Lowdown: Global Glance (Kurzfilm)
- 2020: The Man Who Wouldn’t Die (Kurzfilm)
- 2021: Back Up (Kurzfilm)
- 2022: Rise of Fizzy Pop (Kurzfilm)
- 2022: Driver (Kurzfilm)
- 2022: Jeepers Creepers: Reborn
- 2022: Tides that Bind Us (Kurzfilm)
- 2022: A Beautiful Debt
- 2023: Dungeons & Dragons: Ehre unter Dieben (Dungeons & Dragons: Honor Among Thieves)
- 2023: Love Without Walls
- 2023: Birds Sorrow (Kurzfilm)

### Fernsehen
- 2004: Shameless
- 2012: Marshal’s Law
- 2014: Game of Thrones
- 2015: The Frankenstein Chronicles
- 2015: Bloody Cuts (Miniserie)
- 2017: Blood Drive
- 2018–2019: Les Misérables (Miniserie)
- 2020: Green Fingers
- 2022: EastEnders
- 2022: Happy Hours
- 2023: Malpractice